# Hesperodiaptomus caducus
Hesperodiaptomus caducus är en kräftdjursart som först beskrevs av S.F. Light 1938.  Hesperodiaptomus caducus ingår i släktet Hesperodiaptomus och familjen Diaptomidae. Inga underarter finns listade i Catalogue of Life.